# Манаса-путра
Манаса-путра (санскр. Mânasâ-putras = «сыновья духа») — в индийской мифологии одиннадцать сыновей Брахмы, рождённые им духовно.
Первые четверо младенцев обратились в саньясины сразу же после рождения, став поклонниками Вишну. Из-за чего так и остались детьми и не могли продолжить род. За то, что уклонились от произведения потомства и остались вечными «отроками» (Kumâra), их называют Кумары (санскр. - отроки). Старший из них, — Санат-кумара. В первой части (aṃśa) «Вишну-пураны», описывающей творение (pratisarga — «космология») — в пятой главе — раскрываются девять творений: три первичных, пять вторичных и девятое творение (когда родились Кумары), которое считается одновременно и первичным и вторичным (ВП 1.V: 23). Патронимическое имя Санат-кумары и его братьев — Вайдхатра (Vaidhâtra).
После чего Брахма создал семерых мудрецов для творения Вселенной. Этих мифических прародителей человеческого рода также именуют Праджапати («господин творения»).
В памятниках индийского брахманизма, например, в «Законах Ману», Брахма, как деятельный творец и охранитель вселенной, именуется Праджапати (санскр. Prajâ-pati — «господин творения», «прародитель», «творец»); так же именуется Ману Сваямбхува, — как сын Брахмы и создатель десяти Риши, духовных сыновей Брахмы, от которых произошёл и весь людской род. По имени своего отца эти семь мудрецов также получают имя "Праджапати", как «прародители» человечества. Они отождествляются с семью великими Риши (Махариши, мудрецами).